# Christiane Torloni
Christiane Maria dos Santos Torloni, née le 18 février 1957 à São Paulo, est une actrice brésilienne connue pour avoir joué, dans la série India, A Love Story, le rôle de Melissa Bernardi Cadore.
En 2008 elle participe à Dança dos Famosos, la version brésilienne de Danse avec les stars. Il termine à la 1re place.

## Filmographie
- 1981 : Danse avec moi (série télévisée)
- 1995 : Le Cinéma des larmes
- 1998 : Tour de Babel (série télévisée)
- 2005 : America (série télévisée)
- 2009 : India, A Love Story (série télévisée)
- 2010 : Ti Ti Ti (série télévisée)
- 2010 : Chico Xavier
- 2011-2012 : Fina Estampa (série télévisée)